# Комен (Немачка)
Комен (њем. Kommen) општина је у њемачкој савезној држави Рајна-Палатинат. Једно је од 107 општинских средишта округа Бернкастел-Витлих. Посједује регионалну шифру (AGS) 7231071.

## Географски и демографски подаци
Комен се налази у савезној држави Рајна-Палатинат у округу Бернкастел-Витлих. Општина се налази на надморској висини од 460 метара. Површина општине износи 2,8 км². У самом мјесту је, према процјени из 2010. године, живјело 291 становника. Просјечна густина становништва износи 103 становника/км².